# 利伯蒂鎮區 (堪薩斯州迪金森縣)
利伯蒂鎮區（英語：Liberty Township）為美國堪薩斯州迪金森縣轄下的鎮區。2010年美国人口普查中此鎮區人口有342人。

## 地理
利伯蒂鎮區涵蓋總面積為113.8平方（43.95平方英里），其中陸地面積為113.3平方（43.74平方英里），水域面積為0.54平方（0.21平方英里）或0.48%。海拔高度392（1,286英尺）。

## 人口統計
根據2010年美國人口普查，利伯蒂鎮區人口有342人，其中男性有168人，女性有174人，人口密度為每平方公里3.01人，住房計163戶。鎮區內的白人有329人，非裔美國人有4人，美洲原住民有3人，亞裔美國人有0人，太平洋島裔美國人有1人，其他種族有2人，混血種族則有3人。此外鎮區內有19人為西班牙裔或拉丁裔美國人。此鎮區之年齡中位數為41.3歲，而男性年齡中位數為42.5歲，女性年齡中位數為38.8歲。

## 交通

### 主要公路
- 77號美國國道